# Travelex
Die Travelex Group ist eine von Lloyd Dorfman gegründete Devisengesellschaft mit Sitz in London. Zu den Hauptgeschäftsbereichen gehören internationale Zahlungen, Wechselstuben und die Ausgabe von Prepaid-Kreditkarten für Reisende, sowie globale Überweisungen. Es ist das größte Devisenbüro der Welt und ist ein wichtiger Geldgeber und Sponsor des Royal National Theatre in London.
Im Jahr 2007 schlug das Unternehmen eine „Weltraumwährung“ namens „Quasi Universal Intergalactic Denomination“ als Teil einer viralen Marketingkampagne vor. Die Abkürzung für den Namen der Weltraumwährung, QUID, ist in Britischem Englisch umgangssprachlich der Name für Geld.
In Deutschland ist Travelex an verschiedenen Flughäfen vertreten, wie zum Beispiel Flughafen Frankfurt, Flughafen Berlin-Tegel und Flughafen Hannover, sowie Flughafen Hamburg. Der Deutschlandsitz des Unternehmens liegt in Frankfurt am Main.
Travelex ist in 28 Ländern und in mehr als 1.500 Filialen tätig.

## Geschichte
Travelex wurde 1976 gegründet und öffnete seine erste Niederlassung im Zentrum Londons.
Am 8. November 2000 kaufte sie das weltweite Devisengeschäft von Thomas Cook Group für 440 Mio. £, wodurch das internationale Geschäft deutlich ausgebaut wurde.
Im Februar 2005 erwarb die Übernahmefirma Apax Partners eine Mehrheitsbeteiligung am Unternehmen, Dorfman behielt jedoch 30 % und führte das Geschäft weiter. Ian Meakins war von 2006 bis 2009 CEO, bevor er CEO von Wolseley plc wurde.
Anfang 2010 wies Travelex erhebliche Verluste durch die Zinszahlungen auf seine hohen Schulden aus. Das Unternehmen hatte sich im Vorjahr von einem Börsengang zurückgezogen und sagte, dass es nun „eine Reihe potenzieller Finanzierungsstrukturen in Betracht zieht“. Später im Jahr verkaufte sie ihre Kartenprogramm-Management-Abteilung für 290 Millionen Pfund an MasterCard, um zum Schuldenabbau beizutragen.
Am 5. Juli 2011 verkaufte Travelex seinen Geschäftsbereich Global Business Payments für 606 Millionen Pfund an Western Union.
Im Jahr 2014 verkaufte Apax Partners seine Mehrheitsbeteiligung von 51 % an den in den Vereinigten Arabischen Emiraten ansässigen indischen Geschäftsmann Bavaguthu Shetty und bewertete das Unternehmen mit rund 1 Mrd. £. Shetty besitzt auch UAE Exchange, ein in den VAE ansässiges Geldtransferunternehmen, das in 32 Ländern tätig ist. Shetty, der auch die in London börsennotierte NMC Health besitzt, wurde bei der Übernahme durch das in Abu Dhabi ansässige Investmentvehikel Centurion unterstützt. Dieser Verkauf wurde im Januar 2015 abgeschlossen.